# Blenheim (Carolina del Sud)
Blenheim è un comune degli Stati Uniti d'America, situato in Carolina del Sud, nella Contea di Marlboro.